# گربه‌کوسه‌های نمکین قلمی
گربه‌کوسه‌های نمکین قلمی (نام علمی: Aulohalaelurus) نام یک سرده از تیره گربه‌کوسه است.